# Elezioni politiche a San Marino del 1926
Le elezioni politiche a San Marino del 1926 (VIII legislatura) si svolsero il 12 dicembre.
Si tennero con un solo partito in lizza, poiché il Partito Fascista Sammarinese aveva preso il potere, sciolto gli altri partiti e varato una nuova legge elettorale.

## Sistema elettorale
Costituivano il corpo elettorale i cittadini sammarinesi maschi maggiori di 24 anni con almeno uno di questi requisiti:
- essere capofamiglia originario o naturalizzato
- essere laureato
- appartenere alla Milizia
- avere un reddito annuo sopra le 55 lire

## Le liste
Alle elezioni del 1926 era presente solo il Partito Fascista Sammarinese con il nome di Lista Patriottica su modello del Listone fascista italiano.

## Risultati
| Lista patriottica | 2 444 | 100,00 | 60 |  |  |  |
| Totale            | 2 444 | 100    | 60 |  |  |  |
|                   |       |        |    |  |  |  |
| Voti non validi   | 1     | 0,04   |    |  |  |  |
| Votanti           | 2 445 | 56,79  |    |  |  |  |
| Elettori          | 4 305 |        |    |  |  |  |